# José Eduardo de Calça e Pina da Câmara Manoel
José Eduardo de Calça e Pina da Câmara Manoel (Évora, São Mamede, 6 de Abril de 1875 - Lisboa, São Sebastião da Pedreira, 12 de Abril de 1940), foi um engenheiro agrónomo, professor e político português.

## Família
Filho de Caetano Xavier de Almeida da Câmara Manoel e de sua mulher Francisca Emília de Calça e Pina.

## Biografia
Engenheiro Agrónomo pelo Instituto Superior de Agronomia da Universidade Técnica de Lisboa, foi Professor na Escola de Regentes Agrícolas de Évora, Vereador e Presidente da Câmara Municipal de Évora, Senador da República Portuguesa, Governador Civil do Distrito de Évora e Diretor do Círculo Eborense.

## Casamento e descendência
Casou com Carolina das Dores dos Santos Pereira do Carmo (Lisboa, Ajuda, 18 de Setembro de 1881 - ?), filha de João Roberto Pereira do Carmo (Alenquer, Triana, 27 de Março de 1849 - ?), Capitão de Artilharia, Medalha de Prata de Comportamento Exemplar e Cavaleiro da Ordem Militar de Avis, e de sua mulher (22 de Outubro de 1880) Júlia Rosa dos Santos (Lisboa, Benfica, 12 de Novembro de 1857 - ?), com geração. Foram pais de Joaquim Augusto Pereira do Carmo da Câmara Manoel e de Alberto José Pereira do Carmo da Câmara Manoel.